# Nygrönnhällan
Nygrönnhällan zijn twee Zweeds eilandjes behorend tot de Lule-archipel. De eilandjes liggen 2000 meter ten zuiden van Småskär in de Botnische Golf. Zij hebben geen vaste oeververbinding en zijn onbebouwd. Zij behoren tot de meest oostelijke eilanden van de archipel.